# داني كيلي
داني كيلي (بالإنجليزية: Danny Kelly)‏ (18 أكتوبر 1990 بكامبريج في المملكة المتحدة - ) هو لاعب كرة قدم بريطاني في مركز الهجوم. شارك مع منتخب جمهورية أيرلندا تحت 19 سنة لكرة القدم. أما مع النوادي، فقد لعب مع إيستبورن بوروه ونادي بارنت ونورويتش سيتي وSouth Springvale SC ‏ ونادي كامبريدج ستي ونادي دوفر أتليتيك وBentleigh Greens SC ‏.

## وصلات خارجية
- داني كيلي على موقع قاعدة بيانات كرة القدم.إي يو (الإنجليزية)
- داني كيلي على موقع Soccerbase.com (لاعب) (الإنجليزية)